# Păsări de curte

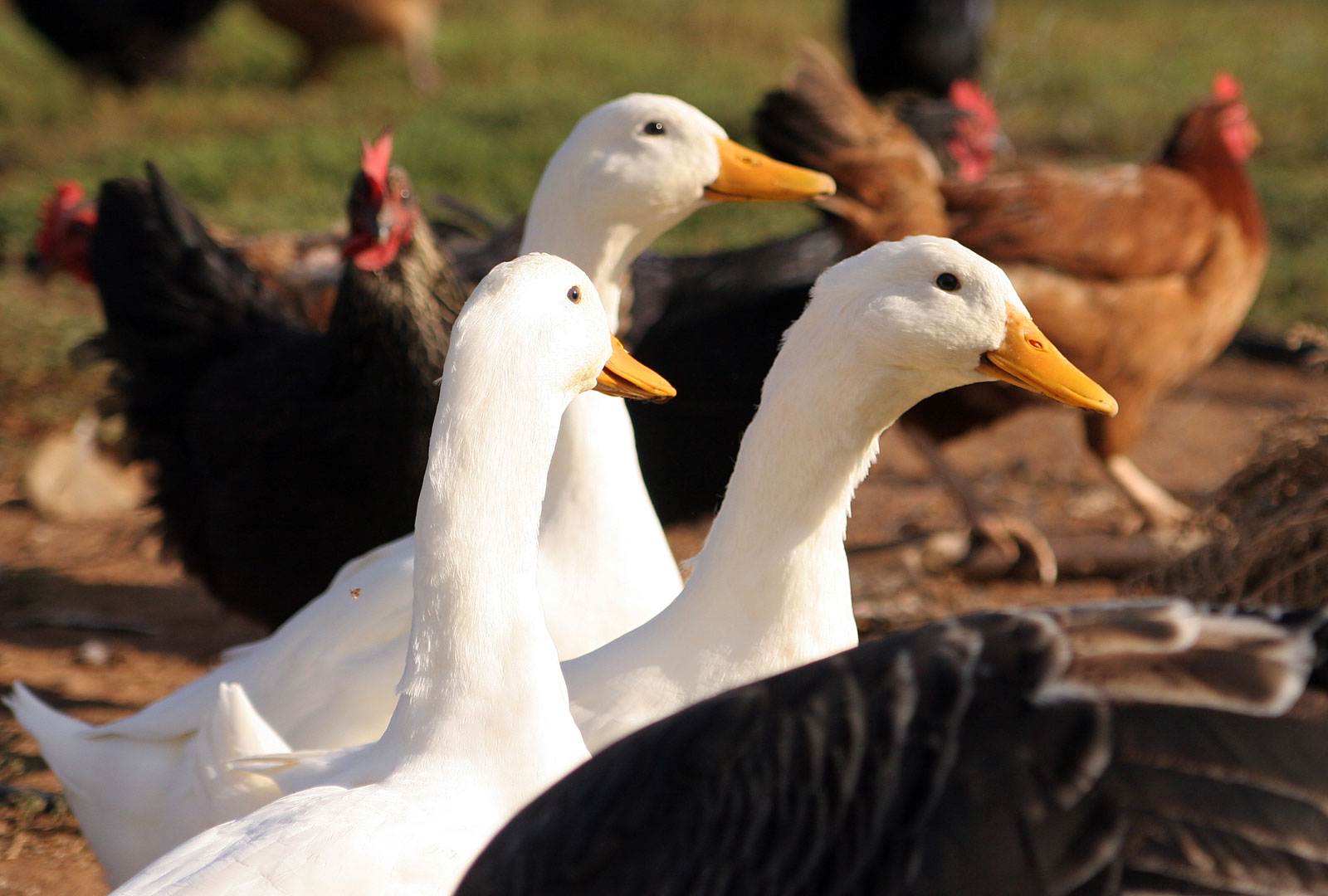
Păsări de curte

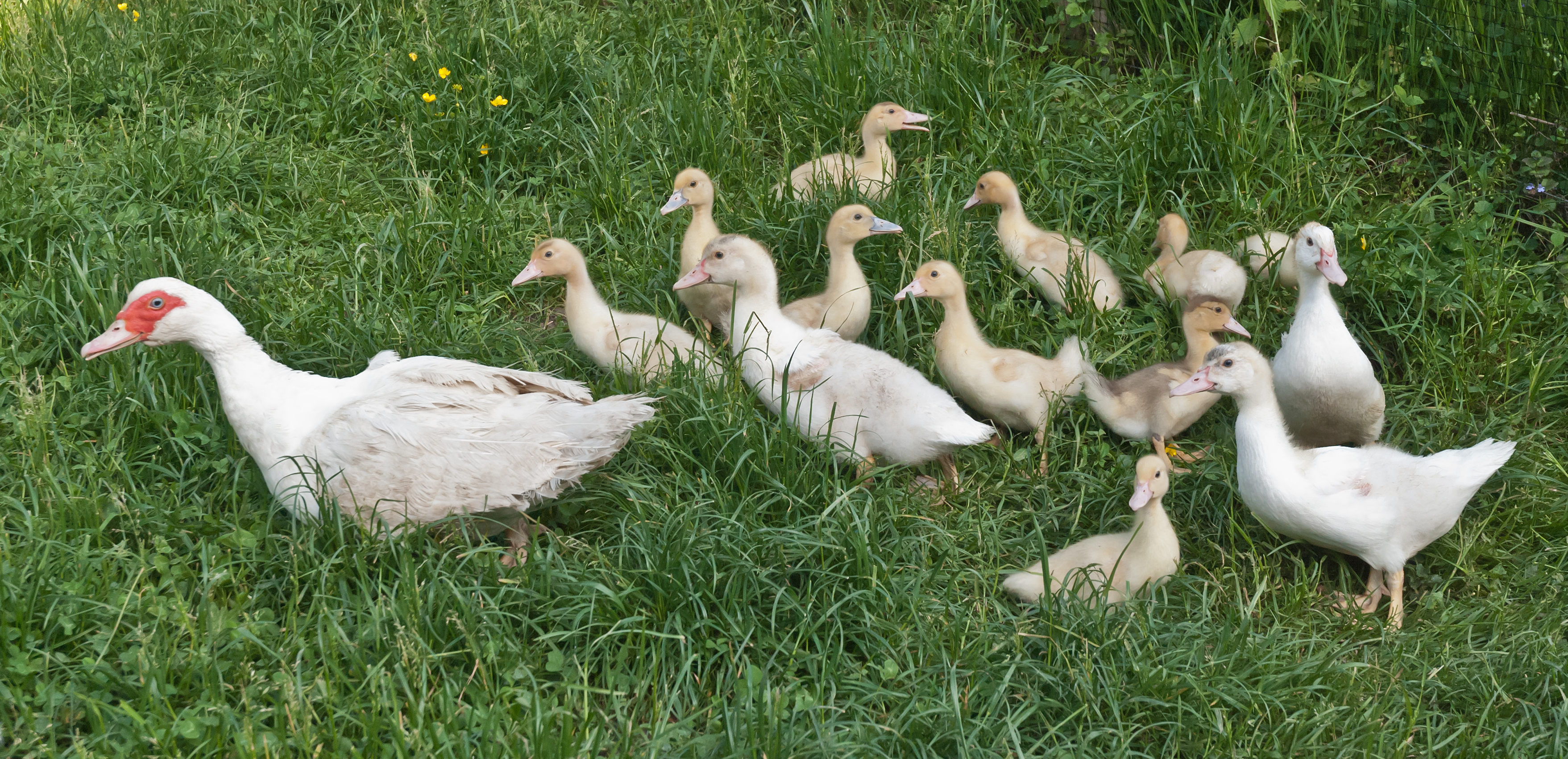
Rațe

Păsările de curte este un termen colectiv care se referă la păsările crescute pentru carnea lor, ouă, pene, piele și îngrășământ. Printre păsările domesticite se numără găinile, gâștele (inclusiv gâște cenușii și gâște chinezești), curcanii, rațele, bibilicile, porumbeii, struții de crescătorie și prepelițele.
Carnea de pasăre este al doilea cel mai consumat tip de carne la nivel mondial, reprezentând aproximativ 30% din producția totală, în comparație cu carnea de porc, care deține o pondere de 38%. Anual, sunt crescute pentru consum 16 miliarde de păsări, peste jumătate dintre acestea fiind provenite din unități de producție industrializate, asemănătoare fabricilor. În 2013, producția globală de carne de pasăre a atins 84,6 milioane de tone, iar principalii producători au fost Statele Unite (20%), China (16,6%), Brazilia (15,1%) și Uniunea Europeană (11,3%).